# Mai-Ndombe
Mai-Ndombe is een provincie van de Democratische Republiek Congo. Het gebied ligt in het centraal-westen van DR Congo, is ruim 127.000 vierkante kilometer groot en telde eind 2005 naar schatting zo'n 1,8 miljoen inwoners. De hoofdplaats van het district is Inongo aan het Mai-Ndombemeer.

## Geschiedenis
Na de onafhankelijkheid van België werden Congo gereorganiseerd in 22 provincies, waaronder Mai-Ndombe. Bij een bestuurlijke herindeling in 1966 werd het aantal provincies tot elf beperkt, waarbij Mai-Ndombe was opgaan in de provincie Bandundu. 
In de constitutie van 2005 werd voorzien dat Bandunda terug werd opgesplitst in de drie districten (voorheen provincies) waaruit deze provincie was samengesteld. De geplande datum was februari 2009, een datum die ruim werd overschreden. De provinciale herindeling ging uiteindelijk pas in juni 2015 in.

## Grenzen
De provincie Mai-Ndombe grenst aan één buurland van Congo-Kinshasa:
- Congo-Brazzaville ten westen.

Verder grenst de provincie aan vijf andere provincies:
- De verkleinde Evenaarsprovincie ten noorden
- Tshuapa ten noordoosten
- Kasaï ten oosten
- Kwilu ten zuiden
- De hoofdstedelijke provincie Kinshasa ten zuidwesten.

* = een stadsprovincie